# Стрелечко
Стрелечко је насељено место у општини Мартинска Вес, у сисачкој горњој Посавини, Хрватска, до нове територијалне организације у саставу бивше велике општине Сисак.

## Становништво
На попису становништва 2011. године, Стрелечко је имало 537 становника.

## Попис1991.
На попису становништва 1991. године, насељено место Стрелечко је имало 545 становника, следећег националног састава:
| Попис 1991.‍  | Попис 1991.‍  | Попис 1991.‍ | Попис 1991.‍ | Попис 1991.‍ |
| ------------ | ------------ | ----------- | ----------- | ----------- |
|              |              |             |             |             |
| Хрвати       | Хрвати       |             | 394         | 72,29%      |
| Срби         | Срби         |             | 52          | 9,54%       |
| Југословени  | Југословени  |             | 21          | 3,85%       |
| Муслимани    | Муслимани    |             | 12          | 2,20%       |
| Словенци     | Словенци     |             | 4           | 0,73%       |
| Чеси         | Чеси         |             | 1           | 0,18%       |
| неопредељени | неопредељени |             | 17          | 3,11%       |
| регион. опр. | регион. опр. |             | 2           | 0,36%       |
| непознато    | непознато    |             | 42          | 7,70%       |
| укупно: 545  |              |             |             |             |